# Gabriela Rocha Martins
Gabriela Rocha Martins (Faro, Portugal, 1947) é uma jornalista, escritora, bibliotecária e poetisa portuguesa.

## Biografia
Formou-se na área do Direito na Universidade Clássica de Lisboa e em Ciências da Documentação, nas áreas de Bibliotecas e Centros de Documentação. É membro da Sociedade de Língua Portuguesa; Sócia da Associação de Bibliotecários, Arquivistas e Documentalistas; Sócia fundadora (como Escritora) da Associação de Jornalistas e Escritores do Algarve (AJEA); Representante no Algarve da Fundação Natália Correia; Correspondente redactorial do Jornal “Letras e Letras”; Colaboradora do jornal “Terra Ruiva”; Presidenta da direcção do Prémio Litterarius, Racal Clube.

## Obras publicadas
Entre as obras publicadas estão:
- Ensaio (várias obras);
- “João de Deus, Trajectos: Do Grés à Arte da Escrita” (coordenação);
- Comunicações em Congressos, Conferências e Encontros, nacionais e internacionais;
- Artigos em Revistas;
- Crónicas em Jornais;
- Poesia (premiada em vários Concursos nacionais).

## Obras
- “Inquietação”, poesia e conto. Editorial Minerva, 2006
- “Poiesis”, Vol. XIV, poesia. Editorial Minerva, 2006
- “Poiesis”, Vol. XV, poesia. Editorial Minerva, 2007
- “Delete.me.”, poesia, ed. Folheto, Edições & Design, 2008
- “I Antologia dos Poetas Lusófonos”, poesia, Ed. Folheto, edições & Design, 2008
- Representada nas Antologias “A Poesia Serve-se Fria!” e “Nas Margens da Poesia” no âmbito das II  e III Bienais de Poesia de Silves, 2005 e 2008;
- Representada no poema “O Estado do Mundo”, criado no ciberespaço.
- Revista Litterarius, Racal Clube, 2007
- Revista Oficina da Escrita, nº 12, 2009

## Trabalhos da Escritora nos outros Autores
- O Pelourinho de Silves, sua Classificação e Possível Datação, in "Levantamento Arqueológico-Bibliográfico do Algarve", de Mário e Rosa Varela Gomes, Ed. Secretaria de Estado da Cultura, Faro, 1988.
- Levantamento dos Usos e Costumes de Silves. Suas Tradições. (in Quiosques Multimédia. Concepção e Textos de Manuel Ramos e António Baeta de Oliveira).
- Levantamento dos Usos e Costumes de Silves. Suas Tradições, in "Guia da Cidade de Silves", de Manuel Castelo Ramos e António Baeta de Oliveira, 1997.
- Algarviana, in "O ALGARVE. Da Antiguidade aos Nossos Dias: Elementos Para a sua História", coordenação de Maria da Graça Maia Marques, Ed. Colibri, Lisboa, Abril de 1999.
- Notícia Histórico-Informativa sobre a Cidade de Silves, in "Museu da Cortiça da Fábrica do Inglês. Exposição Permanente. Estudos. Catálogo", coordenação de Jorge Custódio e Manuel Ramos, Ed. Fábrica do Inglês, S.A.., Silves, 1999.
- Levantamento dos Usos e Costumes de Silves. Suas Tradições, in "Museu da Cortiça da Fábrica do Inglês. Exposição Permanente. Estudos. Catálogo", coordenação de Jorge Custódio e Manuel Castelo Ramos, Ed. Fábrica do Inglês, S.A.., Silves, 1999.